# Бельведер (Вена)

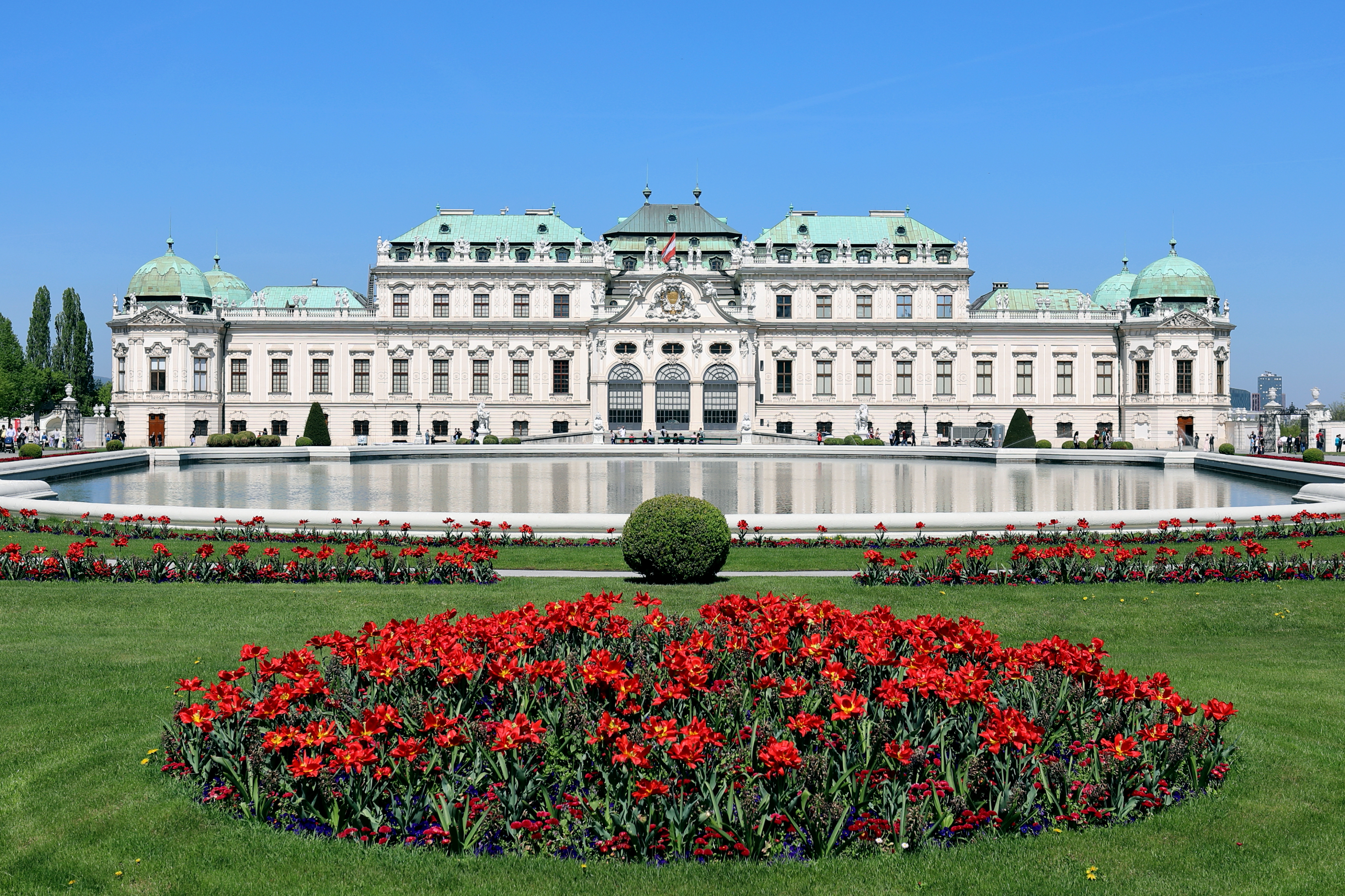
Верхний Бельведер

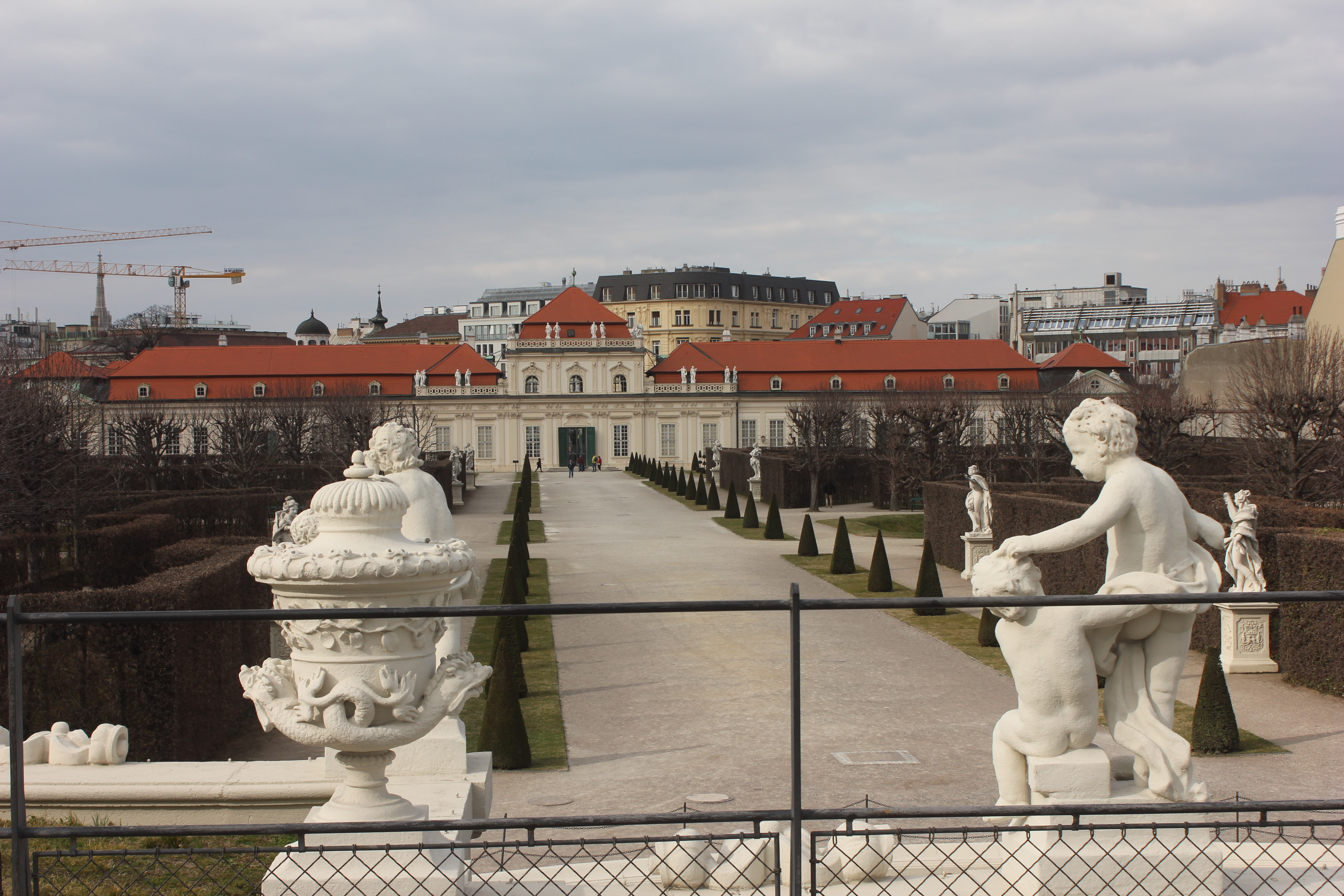
Нижний Бельведер в 2019 году.

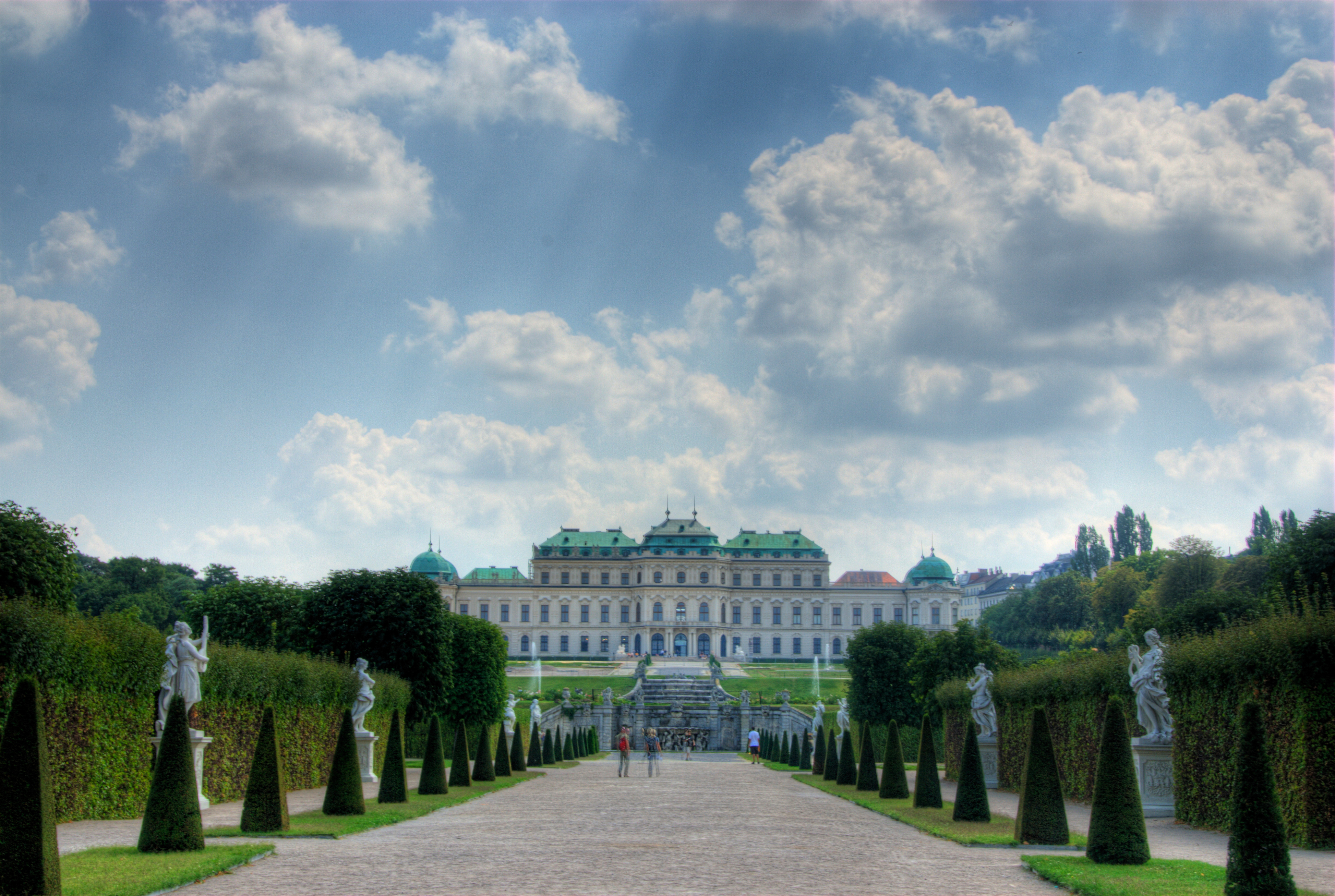
Вид на Верхний Бельведер из сада

Бельведер (итал. Belvedere) — дворцовый комплекс в Вене в стиле барокко. Дворцы расположены в Ландштрассе, третьем районе города, к юго-востоку от центра. Построен по проектам архитектора Лукаса фон Хильдебрандта как летняя резиденция для одного из самых великих полководцев своего времени принца Евгения Савойского в начале XVIII века. После смерти принца Бельведер выкупила императрица Мария Терезия. Правда, Бельведер и затем довольно долго был в запустении, так как венценосная владелица решила и далее использовать в качестве своей летней резиденции дворец Шёнбрунн.
Верхний и Нижний Бельведеры вместе с разбитым вокруг садом образуют великолепный барочный ансамбль, который известен благодаря важным историческим событиям. 25 марта 1941 года в главном зале Бельведера был подписан Венский протокол о присоединении Югославии к Берлинскому пакту 1940 года. 15 мая 1955 года в Верхнем Бельведере состоялось подписание Декларации независимости Австрии. В настоящее время в двух дворцах разместилась Австрийская галерея. 
Теперь сложно представить, что ансамбль, находящийся в центре австрийской столицы, в былые времена являлся лишь загородной резиденцией принца Евгения. Сооружение дошло до нас почти в неизмененном виде, за исключением несуществующего ныне зверинца в верхней части парка и сильно переделанной оранжереи около Нижнего дворца.
Архитектор Лукас фон Хильдебрандт построил своего рода «маленький Версаль». Архитектура и все оформление дворцов подчинялись определённой идее: в ансамбле должны были воплотиться воинская слава и духовное величие знаменитого полководца и мецената. По мнению современников, Хильдебрандт блестяще выполнил свою задачу.
В конце 70-х гг. XVIII столетия сын Марии Терезии Иосиф II решил перевезти большую часть императорской коллекции из Хофбурга в Верхний Бельведер и велел составить каталог художественных произведений, находящихся во дворце. Бельведер стал одним из первых подобных объектов в Европе, открытых для общественности. По желанию Марии Терезии дворцовый парк стал доступен для посетителей любого сословия двумя годами раньше.

## Нижний Бельведер
В 1714 году принц Евгений Савойский заказал архитектору Иоганну Лукасу фон Хильдебрандту строительство Нижнего Бельведера. Дворец был завершён два года спустя в 1716 году. Здесь находились жилые покои принца.
В Нижнем Бельведере жили члены королевской семьи, бежавшие от Французской революции.
Достопримечательностями являются Мраморный зал, украшенный фресками Альтомонте Мартино, парадная спальня, гротескный зал и мраморная галерея. Нижний Бельведер включает также оранжерею и дворцовые конюшни, которые ранее использовались для лошадей принца.
В 1815 году в здание была перевезена богатейшая императорская художественная коллекция из замка Амбрас в Инсбруке.
В 1903 году в оранжерее Нижнего Бельведера открылась Австрийская галерея Бельведер под названием «Современная галерея».

## Сад

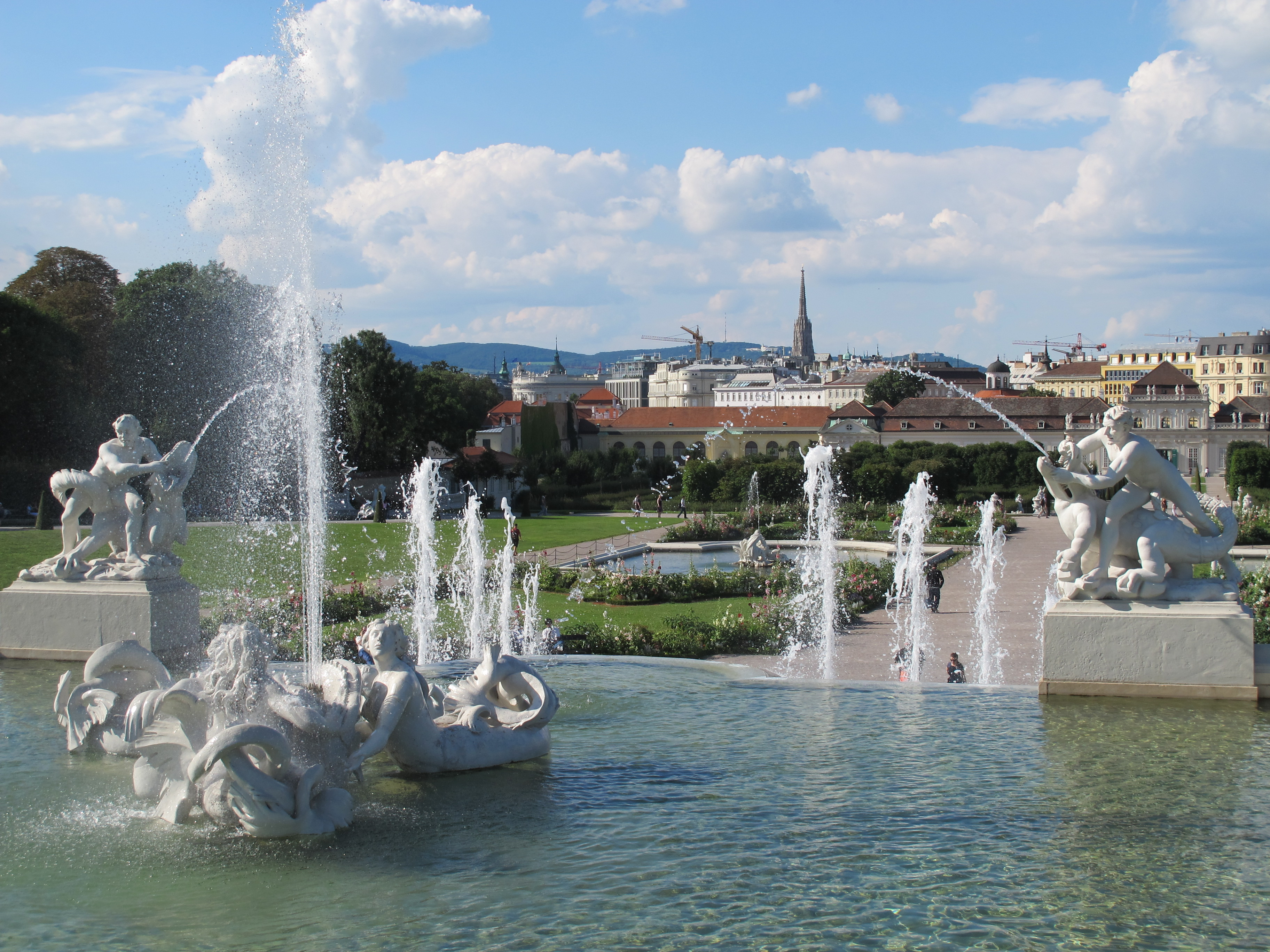
Сад и скульптуры фонтана

Первый альпийский сад Европы был создан в обширном парке замка Бельведер в 1803 году по предложению эрцгерцога Иоганна. Сад был создан баварским архитектором Домиником Жираром. Закладывался в Нижнем Бельведере, расположение сада разворачивалось в строгой симметрии вдоль центральной оси для престижа зданий Верхнего Бельведера. В соответствии с концепцией французской модели стереометрии Жирар организовал деревья и живые изгороди, скульптуры, фонтаны и каскады. Рядом с Оранжереей, которая существует по сей день, был вольер и зверинец. Сегодня более 4000 растений представляют разнообразие флоры альпийских экосистем. Весна и начало лета — лучшее время для посещения парка, так как многие растения начинают цвести, создавая на газонах оригинальный рисунок.

## Верхний Бельведер
Верхний Бельведер, завершённый в 1722 году, шедевр Хильдебрандта, служил принцу представительской резиденцией. Бесценную художественную коллекцию, размещённую в просторных залах Верхнего дворца, меценат начал собирать ещё в конце XVI в.
В 1776 году Мария Терезия и её сын император Иосиф II перенесли в Верхний Бельведер императорскую коллекцию живописи, и в 1781 году в нём был открыт один из первых публичных музеев в мире. В 1891 году коллекция была перенесена в недавно построенный Музей истории искусств.
В одном из самых парадных залов этого дворца, украшенном красным мрамором, 15 мая 1955 года был подписан Государственный договор, положивший конец 10-летней оккупации Австрии. Ныне в залах Верхнего Бельведера расположились коллекции Австрийской галереи произведений искусства XIX—XX веков, где можно увидеть наиболее известные работы Густава Климта, Франца Ксавера Мессершмидта, Эгона Шиле, Оскара Кокошки, художников периода бидермайера и современных мастеров. В одной из комнат дворца в 1896 году скончался композитор Антон Брукнер.

## В искусстве
- Бернардо Беллотто изобразил на полотне «Вид Вены с Бельведера» пейзаж, открывающийся с Верхнего Бельведера.